# 6,6,7,7,8,8,8-七氟-2,2-二甲基-3,5-辛二酮
6,6,7,7,8,8,8-七氟-2,2-二甲基-3,5-辛二酮是一种有机化合物，化学式为CF3CF2CF2COCH2COC(CH3)3。它可以七氟丁酸乙酯和频哪酮为原料反应制得。它和稀土硝酸盐在氢氧化钠存在下反应，可以得到相应的稀土二酮配合物。